# العلاقات السلوفاكية المالطية
العلاقات السلوفاكية المالطية هي العلاقات الثنائية التي تجمع بين سلوفاكيا ومالطا.

## مقارنة بين البلدين
هذه مقارنة عامة ومرجعية للدولتين:
| وجه المقارنة                                              | سلوفاكيا                                                       | مالطا                                                     |
| --------------------------------------------------------- | -------------------------------------------------------------- | --------------------------------------------------------- |
| المساحة (كم2)                                             | 49.03 ألف                                                      | 316                                                       |
| عدد السكان (نسمة)                                         | 5.44 مليون                                                     | 465.29 ألف                                                |
| الكثافة السكانية (ن./كم²)                                 | 110.95                                                         | 147.24 ألف                                                |
| العاصمة                                                   | براتيسلافا                                                     | فاليتا                                                    |
| اللغة الرسمية                                             | اللغة السلوفاكية                                               | اللغة المالطية، لغة إنجليزية                              |
| العملة                                                    | كرونة سلوفاكية، يورو                                           | يورو، ليرة مالطية                                         |
| الناتج المحلي الإجمالي (بليون دولار)                      | 95.77 مليار                                                    | 12.54 مليار                                               |
| الناتج المحلي الإجمالي (تعادل القوة الشرائية) بليون دولار | 162.34 مليار                                                   | 14.68 مليار                                               |
| الناتج المحلي الإجمالي الاسمي للفرد دولار أمريكي          | 16.09 ألف                                                      | 22.60 ألف                                                 |
| الناتج المحلي الإجمالي للفرد دولار أمريكي                 | 30.46 ألف                                                      |                                                           |
| مؤشر التنمية البشرية                                      | 0.844                                                          | 0.839                                                     |
| رمز المكالمات الدولي                                      | +421                                                           | +356                                                      |
| رمز الإنترنت                                              | .sk                                                            | .mt                                                       |
| المنطقة الزمنية                                           | توقيت وسط أوروبا، ت ع م+01:00، ت ع م+02:00، أوروبا/براتيسلافا ‏ | توقيت وسط أوروبا، ت ع م+01:00، ت ع م+02:00، أوروبا/مالطا ‏ |

## مدن متوأمة
في ما يلي قائمة باتفاقيات التوأمة بين مدن سلوفاكية ومالطية:
- ترتبط زفولن مع مارساسكالا باتفاقية توأمة.

## منظمات دولية مشتركة
يشترك البلدان في عضوية مجموعة من المنظمات الدولية، منها:
| علم المنظمة | اسم المنظمة                               | تاريخ انضمام سلوفاكيا | تاريخ انضمام مالطا |
| ----------- | ----------------------------------------- | --------------------- | ------------------ |
|             | الاتحاد الأوروبي                          | 1 مايو 2004           | 1 مايو 2004        |
|             | وكالة ضمان الاستثمار متعدد الأطراف        | 1993                  | 12 سبتمبر 1990     |
|             | الأمم المتحدة                             | 19 يناير 1993         | 1 ديسمبر 1964      |
|             | الفريق المعني برصد الأرض                  | ?                     | ?                  |
|             | منظمة حظر الأسلحة الكيميائية              | ?                     | ?                  |
|             | منظمة التجارة العالمية                    | ?                     | ?                  |
|             | منظمة الشرطة الجنائية الدولية             | ?                     | ?                  |
|             | منظمة الأمن والتعاون في أوروبا            | 1993                  | 25 يونيو 1973      |
|             | يونسكو                                    | 9 فبراير 1993         | 10 فبراير 1965     |
|             | الاتحاد البريدي العالمي                   | ?                     | ?                  |
|             | البنك الدولي للإنشاء والتعمير             | 1993                  | 26 سبتمبر 1983     |
|             | الاتحاد الدولي للاتصالات                  | 23 فبراير 1993        | 1965               |
|             | مؤسسة التمويل الدولية                     | 1993                  | 1 يونيو 2005       |
|             | المنظمة الأوروبية لسلامة الملاحة الجوية   | 1997                  | 1989               |
|             | المركز الدولي لتسوية المنازعات الاستشارية | 26 يونيو 1994         | 3 ديسمبر 2003      |
|             | مجموعة أستراليا                           | 1994                  | 2004               |
|             | مجموعة الموردين النوويين                  | ?                     | ?                  |

## وصلات خارجية
- موقع وزارة الخارجية السلوفاكية
- موقع وزارة الخارجية المالطية